# Dzielność morska
Dzielność morska – zespół cech statku wodnego (w tym jachtu żaglowego) warunkujących bezpieczną, wygodną i – w miarę możności – szybką żeglugę w każdych warunkach pogodowych. Do cech związanych z dzielnością morską zalicza się niewywrotność, mała podatność na rezonansowe kołysanie (także od martwej fali), nurzanie, dobra stateczność kursowa i sterowność w każdych warunkach, „sucha” żegluga bez względu na wysokość i stromość fali itp. Wynikające stąd założenia konstrukcyjne są często wzajemnie sprzeczne, np. sucha żegluga przy wysokiej fali z reguły oznacza złą stateczność kursową i wzdłużną itp. Dlatego osiągnięcie dobrej dzielności morskiej nowej konstrukcji jest trudne i opiera się w większej mierze na doświadczeniu i intuicji projektanta, niż na obliczalnych i powtarzalnych założeniach projektowych. 

## Dzielność morska jachtu żaglowego
Wysoka dzielność morska ma bardzo duże znaczenie w żeglarstwie turystycznym, a także długodystansowych regatach morskich.
Dzielność morska jest warunkowana przez właściwe ożaglowanie (dopasowane do warunków pogodowych), łatwość prawidłowej obsługi żagli i takielunku nawet przez bardzo nieliczną załogę, dobre zrównoważenie żaglowe, a przede wszystkim przez odpowiedni kształt kadłuba i trym ciężarowy jachtu (także wielokadłubowego). Równie ważna jest odpowiednia wytrzymałość wszystkich elementów jachtu. Według niektórych teoretyków (np. Czesława Marchaja) współczesne tendencje w projektowaniu jachtów prowadzą do obniżenia (czasem niebezpiecznego) dzielności morskiej w zamian za podwyższenie teoretycznej szybkości jachtu (długość KLW, zdolność do pływania w ślizgu itp.). Tradycyjne ciężkie jachty o dużych nawisach i długich kilach mają mieć według tych poglądów znacząco wyższą dzielność morską od nowoczesnych, lekkich  konstrukcji.